# Hip-hop yéménite
Le hip-hop yéménite, ou rap yéménite, désigne la scène et la culture hip-hop ayant émergé au Yémen. Ce genre musical s'inspire du hip-hop américain, mêlé à des éléments de musique traditionnelle yéménite.

## Histoire

### Contexte
La population yéménite, dont la moyenne d'âge est de 18 ans, est l'une des plus pauvres du Moyen-Orient. Environ 60 % de la population est âgée de moins de 25 ans. dans ce contexte, la jeunesse yéménite est le plus souvent exposée à la violence, au chômage, à l'abus de khat, et à des conflits politiques et sociaux,. D'un autre côté, la politique est entièrement revue.

### Origines

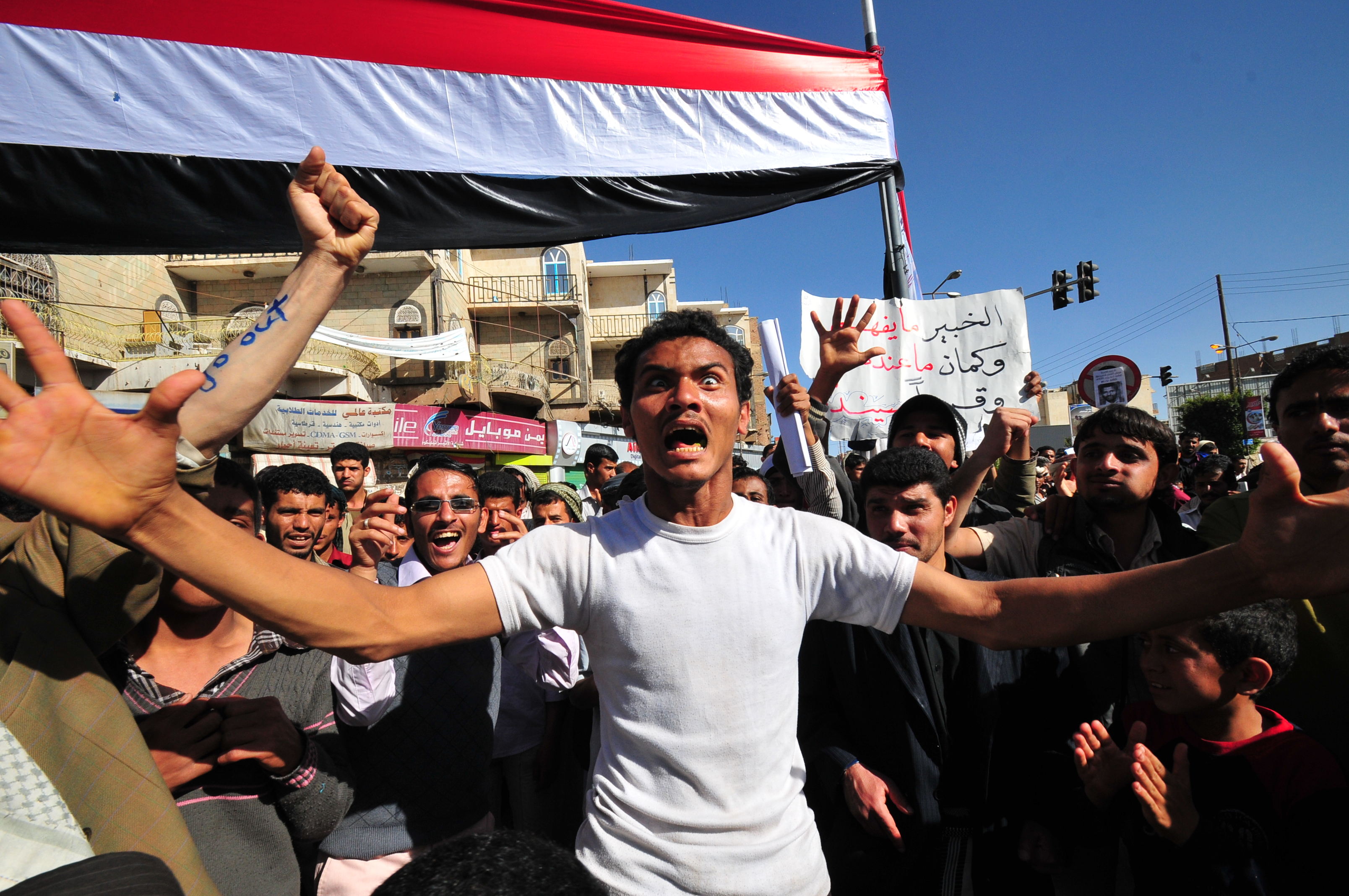
Révolution yéménite de 2011–2012 (durant laquelle le rap local est impliqué).

La percée majeure du hip-hop au Yémen est souvent associée à Hagage « AJ » Masaed, un rappeur américano-yéménite, qui produit depuis 1997. Bien qu'ayant grandi aux États-Unis, AJ atteint avec succès le public yéménite en parlant des problèmes sociaux et en utilisant des éléments de musique traditionnelle. Depuis son entrée dans la scène locale, il s'associe avec des artistes tels que Hussein Muhib, Fuad Al-Kibisi, Fuad Al-Sharjabi, Ibrahim Al-Taefi, Abdurahman Al-Akhfash, et aide au dévleoppement de nouveaux talents. Il jouera aussi un rôle majeur dans l'expansion du rap. 
L'un des acteurs du développement du genre est aussi le Yemen Music House en 2007 qui aidera à l'expansion de la scène locale. En 2009, le premier festival de rap yéménite prend place. L'événement est d'une telle ampleur, qu'AJ le comparera à la chute du mur de Berlin.